# Baetidae
Famille
Les Baetidae constituent la famille la plus importante d'insectes de l'ordre des éphéméroptères avec plus de 850 espèces réparties en un peu moins de 100 genres. 
Ces espèces sont une source de nourriture pour de nombreux poissons, amphibiens, oiseaux et chauve-souris insectivores. 

## Liste desgenresles plus répandus en Europe

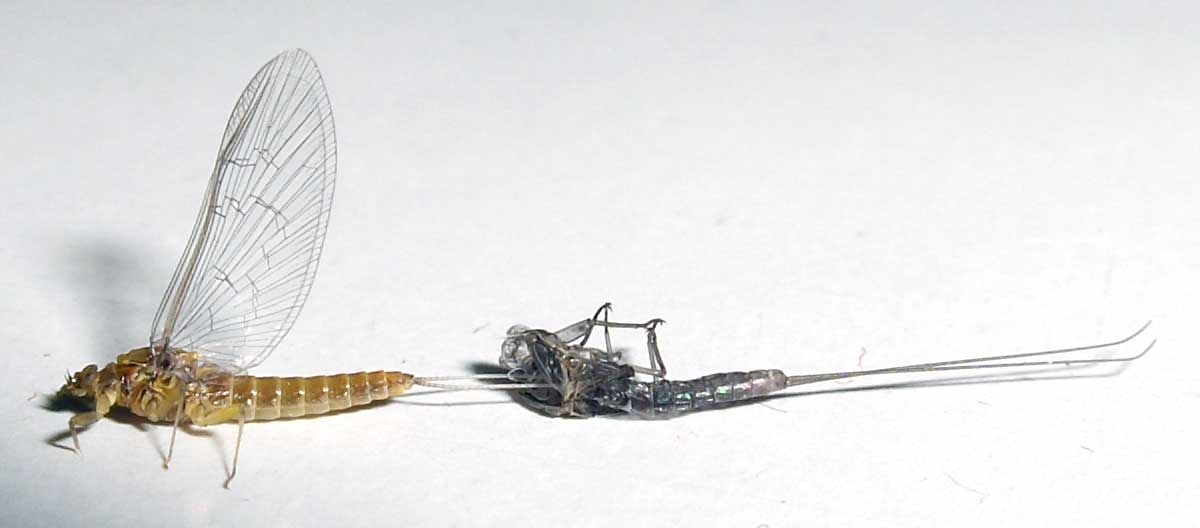
De nombreuses espèces de la famille des Baetidae (ici du genre Cloeon) après leur émergence peuvent (au moins dans certaines circonstances liées à la direction du vent, qui remonte souvent les vallées) remonter un cours d’eau vers sa source pour pondre très en amont de leur point d’émergence. Les futures larves contribueront à alimenter le turn-over de la dérive aquatique de ces espèces.

- Baetis
- Centroptilum
- Cloeon
- Procloeon